# Mindorói földirigó
A mindorói földirigó (Geokichla cinerea)  a madarak osztályának verébalakúak (Passeriformes) rendjébe és a rigófélék (Turdidae) családjába tartozó faj.

## Rendszerezése
A fajt Frank Swift Bourns és Dean Conant Worcester írták le 1894-ben, a Geocichla nembe Geocichla cinerea néven. Sorolták a Zoothera nembe Zoothera cinerea néven is.

## Előfordulása
A Fülöp-szigetekhez tartozó Luzon és Mindoro szigetén honos. Természetes élőhelyei a szubtrópusi vagy trópusi síkvidéki és hegyi esőerdők, valamint másodlagos erdők és városi régiók. Állandó, nem vonuló faj.

## Megjelenése
Testhossza 20 centiméter.

## Természetvédelmi helyzete
Az elterjedési területe még nagy, de az erdőirtások miatt csökken, egyedszáma 6000-15000 példány közötti és gyorsan csökken. A Természetvédelmi Világszövetség Vörös listáján sebezhető fajként szerepel.